# Sebani (Tarik)
Sebani is een bestuurslaag in het regentschap Sidoarjo van de provincie Oost-Java, Indonesië. Sebani telt 4575 inwoners (volkstelling 2010).